# Sven-Osvald Mildh
Sven-Osvald „Ossi“ Mildh (* 12. Mai 1930 in Helsinki; † 16. September 2015 ebenda) war ein finnischer Leichtathlet, Handballer und Eishockeyspieler. Seine größten sportlichen Erfolge erlangte er als Sprinter und Hürdenläufer sowie im Handball.

## Leben
Der Finnlandschwede Sven-Oswald Mildh – unter seinem Spitznamen als Ossi Mild bekannt – wurde in der zweisprachigen Stadt Helsingfors (finnisch Helsinki) geboren und ist im innerstädtischen Främre Tölö (Etu-Töölö) aufgewachsen. Sein Sportinteresse wurde bereits in früher Kindheit geweckt. Als erste Sportart betrieb er Radsport und hatte bereits als Minderjähriger zusammen mit Freunden in seinem Kiez den Verein Auroragatans cykelklubb (ACK) (schwedisch, deutsch etwa „Radverein der Aurora-Straße“) gegründet.
Später wurde er Mitglied von Arsenal Helsinki, wo er aktiv Handball (im Sommer) und Eishockey (im Winter) spielte. In diesen Sportarten wechselte er darauf zum Verein Helsingfors IFK, der seine sportliche Heimat werden sollte.
1951 wurde er vom damaligen Handball- und Leichtathletiktrainer Lasse Mattson zu einem Probelauf über 400 Meter eingeladen. Obwohl er bis dahin keine Erfahrung als aktiver Leichtathlet aufweisen konnte, absolvierte er diesen Lauf in nur 52 Sekunden. Daraufhin erhielt er die Möglichkeit in dieser Disziplin sowie als Mitglied der 4-mal-400-Meter-Staffel an den Olympischen Spielen 1952 in seiner Heimatstadt teilzunehmen.
Mildh arbeite während seiner aktiven Zeit als Sportler als Abteilungsleiter bei einer Spedition. Nach seiner aktiven Zeit war er von 1960 bis 1968 für den nationalen Leichtathletikverband als Trainer für Hürdenlauf tätig.

## Sportliche Laufbahn

### Leichtathlet
1952 schied er bei den Olympischen Spielen in Helsinki über 400 Meter in der 4-mal-400-Meter-Staffel jeweils im Vorlauf aus. 4 Jahre später kam er bei der Olympiade in Melbourne über 400 Meter Hürden und in der 4-mal-400-Meter-Staffel erneut nicht über die erste Runde hinaus.
Bei den Europameisterschaften 1954 in Bern gewann er jeweils Bronze über 400 Meter Hürden und in der 4-mal-400-Meter-Staffel.
Bei den Europameisterschaften 1958 in Stockholm erreichte er über 400 Meter Hürden das Halbfinale.
Viermal wurde er Finnischer Meister über 400 Meter Hürden und je einmal über 400 Meter und 110 Meter Hürden.
Er nahm an 25 Länderkämpfen teil, wo er insgesamt 11 Siege errang, und hielt zweimal den skandinavischen Rekord über 400 Meter Hürden (51,8 sowie 51,5 s).

### Persönliche Bestzeiten
- 110 m Hürden: 14,7 s[1]
- 400 m: 48,6 s, 1954
- 400 m Hürden: 51,5 s, 29. August 1954, Bern

### Weitere Sportarten
Mild war auch Eishockey- und Handballspieler. Im Eishockey bestritt er Anfang der 1950er Jahre sowie von 1960 bis 1961 insgesamt 60 Ligaspiele und nahm vier Mal als Nationalspieler an Länderspielen teil. Mit Helsingfors IFK wurde er 1951 Finnischer Meister im Handball.

## Auszeichnungen
- 1954: Sport-Pressens guldmedalj